# 883
| Calendário gregoriano                                                        | 883 DCCCLXXXIII                                        |
| Ab urbe condita                                                              | 1636                                                   |
| Calendário arménio                                                           | 332 – 333                                              |
| Calendário bahá'í                                                            | -961 – -960                                            |
| Calendário budista                                                           | 1427                                                   |
| Calendário chinês                                                            | 3579 – 3580 Início a 12 de fevereiro (aproximadamente) |
| Calendário copta                                                             | 599 – 600                                              |
| Calendário etíope                                                            | 875 – 876                                              |
| Calendários hindus - Vikram Samvat - Calendário nacional indiano - Cáli Iuga | 938 – 939 804 – 805 3983 – 3984                        |
| Calendário Holoceno                                                          | 10883                                                  |
| Calendário islâmico                                                          | 269 – 270                                              |
| Calendário judaico                                                           | 4643 – 4644                                            |
| Calendário persa                                                             | 261 – 262                                              |
| Calendário rúnico                                                            | 1133                                                   |
| Calendário solar tailandês                                                   | 1426                                                   |

| Calendário gregoriano                                                        | 883 DCCCLXXXIII                                        |
| Ab urbe condita                                                              | 1636                                                   |
| Calendário arménio                                                           | 332 – 333                                              |
| Calendário bahá'í                                                            | -961 – -960                                            |
| Calendário budista                                                           | 1427                                                   |
| Calendário chinês                                                            | 3579 – 3580 Início a 12 de fevereiro (aproximadamente) |
| Calendário copta                                                             | 599 – 600                                              |
| Calendário etíope                                                            | 875 – 876                                              |
| Calendários hindus - Vikram Samvat - Calendário nacional indiano - Cáli Iuga | 938 – 939 804 – 805 3983 – 3984                        |
| Calendário Holoceno                                                          | 10883                                                  |
| Calendário islâmico                                                          | 269 – 270                                              |
| Calendário judaico                                                           | 4643 – 4644                                            |
| Calendário persa                                                             | 261 – 262                                              |
| Calendário rúnico                                                            | 1133                                                   |
| Calendário solar tailandês                                                   | 1426                                                   |

883 (DCCCLXXXIII, na numeração romana) foi um ano comum do século IX do Calendário Juliano, da Era de Cristo, teve início a uma terça-feira e terminou também a uma terça-feira e a sua letra dominical foi F (52 semanas).
No território que viria a ser o reino de Portugal estava em vigor a Era de César que já contava 921 anos.
| Ano completo                       |
| ---------------------------------- |
| Ano comum com início à terça-feira |

## Mortes
- Vela Jiménez, conde de Álava.